# Compagnie Générale du Jouet
La Compagnie Générale du Jouet était un groupe français qui avait pour ambition d'être un acteur majeur dans le monde des jeux et jouets. Elle a racheté différentes sociétés du secteur pour constituer un conglomérat opérant sur l'ensemble des segments de marché (garçons, filles jeux de société).
Elle faisait partie de l'axe stratégique "loisirs" du groupe Compagnie Financière Edmond de Rothschild au même titre que sa participation dans le Club Méditerranée avant de sombrer en 1985.   

## Société
Son siège était situé à Drancy avec comme principales usines Illkirch-Graffenstaden, Champagnole et Hong Kong (fabrication de moules). Elle possédait également une filiale aux États-Unis et un bureau de "sourcing" en Chine très actif pour la politique de "licensing" qui devait permettre de conquérir les marchés extérieurs. 
Elle opérait sous la marque ombrelle CEJI et à travers ses filiales J.E.U. (Jouets Éducatifs Universels) avec sa marque Interlude  (jeux de société), Joustra (petites voitures et jeux éducatifs), Jouef racheté en 1981 (modélisme ferroviaire), Jouets rationnels et Clodrey. Elle distribuait également les maquettes Revell, les poupées Sindy etc.

## Quelques jouets
- Action Joe
- figurines articulées Astérix et Obélix Play Astérix de 1980 à 1984
- figurines articulées Lucky Luke
- peluches Barbapapa
- jouets Albator
- jouets Goldorak
- jouets La Bataille des planètes
- figurines flexibles Ulysse 31
- figurines et jouets Les Mondes engloutis (sous la marque CEJI/REVELL)

## Quelques jeux édités
- Le mot le plus long
- Zip zap
- Les Cibouls, Tom Kremer et Alex Randolph
- Connexion, Sid Sackson
- Le jeu du parrain, 1971
- Le jeu du labyrinthe, 1974
- L'As des As, 1983, Max Gerchambeau)
- Les Géants de la route, 1985 (réédition de Maillot jaune), Jean Tarrade
- Le petit pâtissier de Francine (CEJI-Interlude)[2], jeu publicitaire pour enfant (balance, bol, tamis...)
- Les petits amis de Francine,  jeu publicitaire pour enfant (ustensiles de cuisine)
- La Bataille Navale, jeu électronique
- La série des 2000